# زواره ور
زواره ور، روستایی از توابع بخش جوادآباد شهرستان ورامین در استان تهران ایران است که یکی از قدیمی ترین روستا های شرقی دشت ورامین است و باغات فراوانی دارد .

## جمعیت
این روستا در دهستان بهنام عرب جنوبی قرار دارد و براساس سرشماری مرکز آمار ایران در سال ۱۳۸۵، جمعیت آن ۹۶۶ نفر (۲۴۴خانوار) بوده‌است.

## وجه تسمیه
زواره ور از اسم برادر رستم ، زوار ، گرفته شده است .

## آثار تاریخی

### قلعه ( تپه ) روستایی
این قلعه که در جنوب شرقی روستا واقع شده است طبق نظر و بررسی و کاوش کارشناسان اداره میراث فرهنگی کشور به دوران اسلامی می رسد همچنین قلعه دیگری در جنوب روستا واقع شده که در کنار آن قبرستانی قدیمی نیز وجود دارد . در فاصله ۲ کیلومتری تپه یا قلعه صادق آباد نیز موجود است .
شماره ثبت آثار ملی کشور : ۷۶۲۹
تاریخ ثبت : ۱۳۸۱/۱۲/۱۷
در فهرست آثار تاریخی ثبت گردیده است .